# Pörtnor

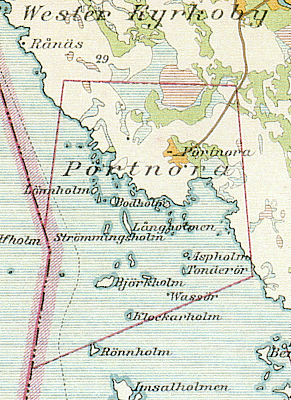
Pörtnor enstaka hemman år 1914

Pörtnor (-når; finska Pirtnuora), tidigare ett enstaka hemman, är en finländsk by i Pyttis kommun, Södra Finlands län.

## Historia
Pörtnor enstaka hemman bildades av två hemman, vilka bägge upprepade gånger låg i ödesmål. Hemmanet ingick 1641 i Carl Wredes frälseköp, som han fick i arv efter Fabian Karlsson Wrede. Det indrogs till kronan i den stora reduktionen och gavs som augument till Storabborrfors säterigård. Efter Stora ofreden (1713-1721) innehades hemmanet av riksdagsmannen Henrik Hansson.